# Japonska keramika
Lončenina in porcelan (陶磁器, tōdžiki, tudi jakimono (焼きもの) ali tōgei (陶芸)) je ena najstarejših japonskih obrti in umetniških oblik, ki segajo v obdobje neolitika. Peči so izdelovale glinene izdelke, lončenino, keramično posodo, glazirano lončenino, porcelan in modro-belo posodo. Japonska ima izjemno dolgo in uspešno zgodovino proizvodnje keramike. Lončenino so izdelovali že v obdobju Džōmon (10.500–300 pr. n. št.), s čimer je Japonska postala ena najstarejših keramičnih tradicij na svetu. Japonsko poleg tega odlikuje nenavadno spoštovanje, ki ga ima keramika v umetniški tradiciji zaradi trajne priljubljenosti čajnega obreda.
Japonski keramični zgodovinski zapisi ločujejo številna lončarska imena, nekateri pa so bili umetniki-lončarji, npr. Honami Kōecu, Ogata Kenzan in Aoki Mokubei. Tudi japonske peči anagama so cvetele skozi stoletja in njihov vpliv pretehta vpliv lončarjev. Drug značilen japonski vidik umetnosti je stalna priljubljenost neglazirane visoko žgane lončene posode tudi po tem, ko je porcelan postal priljubljen. Od 4. stoletja je japonska keramika pogosto pod vplivom kitajske in korejske keramike. Japonska je preoblikovala in prevedla kitajski in korejski prototip v edinstveno japonsko stvaritev, rezultat pa je bil izrazito japonskega značaja. Od sredine 17. stoletja, ko se je Japonska začela industrializirati, so visokokakovostni standardni izdelki, proizvedeni v tovarnah, postali priljubljen izvoz v Evropo. V 20. stoletju je zrasla moderna keramična industrija (npr. Noritake in Toto Ltd.).
Japonsko keramiko odlikujeta dve polarizirani estetski tradiciji. Na eni strani obstaja tradicija zelo preproste in grobo obdelane keramike, večinoma v lončenini in z uporabo zamolkle palete zemeljskih barv. To je povezano z zen budizmom in mnogi največji mojstri so bili duhovniki, zlasti v zgodnjih obdobjih. Številni predmeti so povezani tudi z japonskim obredom pitja čaja in utelešajo estetska načela vabi-sabi. Večina raku izdelkov, kjer je končna dekoracija delno naključna, je v tej tradiciji. Druga tradicija je visoko dodelanih in živobarvnih tovarniških izdelkov, večinoma iz porcelana, s kompleksno in uravnoteženo dekoracijo, ki razvija kitajske sloge porcelana na poseben način. Tretja tradicija preprostih, a popolno oblikovanih in glaziranih kamnitih izdelkov je prav tako tesneje povezana s kitajsko in korejsko tradicijo. V 16. stoletju so številni slogi tradicionalnih utilitarnih rustikalnih izdelkov, ki so se takrat izdelovali, postali občudovani zaradi svoje preprostosti, njihove oblike pa so se pogosto ohranile v proizvodnji do danes za zbirateljski trg.

## Zgodovina

### Obdobje Džomon
V neolitiku (okoli 11. tisočletja pr. n. št.) so izdelovali najzgodnejšo mehko lončeno posodo.
V zgodnjem obdobju Džomon v 6. tisočletju pr. n. št. se je pojavila značilna posoda, izdelana iz zvitkov, okrašena z ročno vtisnjenimi vzorci vrvi. Džomonsko lončarstvo je na svojem vrhuncu razvilo razkošen slog in je bilo poenostavljeno v kasnejšem obdobju Džōmon. Keramika je nastala z zvijanjem glinenih vrvi in žganjem na odprtem ognju.

### Obdobje Jajoi
Približno v 4.–3. stoletju pr. n. št. v obdobju Jajoi se je pojavilo Jajojsko lončarstvo, ki je bil še en slog lončene posode, za katero je bil značilen preprost vzorec ali brez vzorca. Izdelki Džōmon, Jajoi in kasneje Hadži so si delili postopek žganja, vendar so imeli različne sloge oblikovanja.

### Obdobje Kofun
V 3. do 4. stoletju našega štetja so se pojavili peč anagama (Kandži: 穴窯/ Hiragana: あながま), pokrita tunelska peč na pobočju hriba in lončarsko vreteno, ki so ju na otok Kjušu prinesli s Korejskega polotoka.
Peč anagama je lahko proizvajala kamenino, sue keramiko (須恵器, sueki, dobesedno ponudbena posoda) , žgano pri visokih temperaturah nad 1200–1300 °C, včasih okrašeno z napakami, ki so nastale pri vnosu rastlinskega materiala v peč med fazo žganja z zmanjšano vsebnostjo kisika. Ta proizvodnja se je začela v 5. stoletju in se nadaljevala na obrobnih območjih do 14. stoletja. Čeprav je bilo ugotovljenih več regionalnih različic, je bila Sue izjemno homogena po vsej Japonski. Vendar pa se je funkcija te keramike sčasoma spremenila: v obdobju Kofun (300–710 n. št.) je bila to predvsem pogrebna posoda; v obdobju Nara (710-794) in Heian (794-1185) je postala elitna namizna posoda; in končno so jo uporabljali kot uporabno blago in za obredne posode za budistične oltarje.
Sodobna posoda Hadži in pogrebni predmeti haniva (埴輪 - terakota) so bili lončeni kot Jajoi.

### Obdobje Heian
Čeprav je bila tehnika tribarvne svinčene glazure na Japonskem uvedena iz kitajske dinastije Tang v 8. stoletju, so uradne peči v obdobju Heian okoli 800–1200, proizvajale le preprosto zeleno svinčeno glazuro za templje.
V tem času so se pojavile posoda Kamui, pa tudi posoda Acumi in Tokoname.

### Obdobje Kamakura
Do 17. stoletja je bila neglazirana lončena posoda priljubljena za težke dnevne potrebe večinoma agrarne družbe; večji del proizvodnje predstavljajo nagrobne posode, posode za shranjevanje in različni kuhinjski lonci. Nekatere peči so izboljšale svojo tehnologijo in se imenujejo »šest starih peči«: Šigaraki (posoda Šigaraki), Tamba, Bizen, Tokoname, Ečizen in Seto.
Med njimi je imela peč Seto v provinci Ovari (današnja prefektura Aiči) tehniko glazure. Po legendi je Katō Širozaemon Kagemasa (znan tudi kot Tōširō) študiral keramične tehnike na Kitajskem in leta 1223 v Seto prinesel visoko žgano glazirano keramiko. Peč Seto je predvsem posnemala kitajsko keramiko kot nadomestek za kitajski izdelek. Razvil je različne glazure: pepelnato rjavo, železno črno, feldspar belo in bakreno zeleno. Izdelki so bili tako razširjeni, da je Seto-mono (izdelek iz Seta) postal generični izraz za keramiko na Japonskem. Peč Seto je izdelovala tudi neglazirano kamenino. V poznem 16. stoletju se je veliko lončarjev Seto, ki so bežali pred državljanskimi vojnami, preselilo v provinco Mino v prefekturi Gifu, kjer so izdelovali glazirano keramiko: Rumeno Seto (Ki-Seto), Šino, Črno Seto (Seto-Guro) in Oribe posodo.

### Obdobje Muromači
Po kronikah leta 1406 je cesar Jongle (1360–1424) iz dinastije Ming podaril deset skled Jian posode iz dinastije Song šogunu Ašikagi Jošimicu (1358–1408), ki je vladal v obdobju Muromači. Številni japonski menihi, ki so potovali v samostane na Kitajskem, so prav tako prinesli kose domov. Ko so postali cenjeni za čajne obrede, je bilo več kosov uvoženih iz Kitajske, kjer so postali zelo cenjeno blago. Pet od teh posod iz južne dinastije Song je tako visoko cenjenih, da jih je vlada uvrstila na seznam japonskega nacionalnega bogastva (obrti: drugo). Posoda Jian je bila kasneje izdelana in nadalje razvita kot tenmoku (天目, črkovano tudi "temmoku" in "temoku") in je bila med čajnimi ceremonijami tega časa visoko cenjena.

### Obdobje Azuči-Momojama
Od sredine 11. stoletja do 16. stoletja je Japonska uvozila veliko kitajskega zelenja, belega porcelana in modro-belega posodja. Japonska je uvažala tudi kitajsko keramiko ter korejsko in vietnamsko keramiko. Takšna kitajska keramika (tenmoku) je veljala za prefinjene predmete, ki so jih višji sloji uporabljali pri čajnem obredu. Japonci so iz kitajskih peči naročali tudi keramiko po meri.
Visoko cenovno uvoženi izdelki so prav tako prihajali iz Luzona in so ga imenovali Rusun-jaki ali »luzonska posoda«, pa tudi Annan iz Annama v severnem Vietnamu.

### Obdobje Sengoku
Z vzponom budizma v poznem 16. stoletju so vodilni mojstri čaja uvedli spremembo sloga in dali prednost skromnim korejskim čajnim skledam in gospodinjski posodi pred prefinjenim kitajskim porcelanom. Vplivni čajni mojster Sen no Rikjū (1522–1591) se je obrnil k avtohtonim japonskim slogom preproste rustikalne keramike, pogosto nepopolne, ki jo je občudoval zaradi njihove »robate spontanosti«, kar je bil »odločilni premik« izjemnega pomena za razvoj japonske keramike. Družina Raku (imenovana po lončenini in ne obratno) je dobavila rjavo glazirane lončene sklede za čaj. Mino, Bizen, Šigaraki (posoda Šigaraki), Iga (podobno kot Šigaraki) in druge domače peči so tudi dobavljale čajne pripomočke. Umetnik-lončar Honami Koecu je naredil več čajnih skled, ki danes veljajo za mojstrovine.
Med invazijo Tojotomija Hidejošija na Korejo leta 1592 so japonske sile pripeljale korejske lončarje kot sužnje na Japonsko, čeprav obstajajo tudi dokazi o prejšnjem prostovoljnem priseljevanju. Po izročilu je eden od ugrabljenih, Ji Sam-pjeong, odkril vir porcelanske gline v bližini Arite in lahko izdelal prvi japonski porcelan. Ti lončarji so prinesli tudi izboljšano tehnologijo peči v noborigama ali dvigajoči se peči, ki je tekla po pobočju in omogočala doseganje temperatur 1400 °C. Kmalu so začeli graditi peči Sacuma, Hagi, Karacu, Takatori, Agano in Arita.

### Obdobje Edo
V 1640-ih so upori na Kitajskem in vojne med dinastijo Ming in Mandžurci poškodovali številne peči, v letih 1656–1684 pa je nova vlada dinastije Čing ustavila trgovino z zaprtjem svojih pristanišč. Kitajski lončarski begunci so lahko v peči Arita uvedli rafinirane porcelanaste tehnike in emajlirane glazure. Od leta 1658 je Nizozemska vzhodnoindijska družba na Japonskem iskala modro-beli porcelan za prodajo v Evropi (glej porcelan Imari). V tistem času peči Arita, kot je peč Kakiemon, še niso mogle dobaviti dovolj kakovostnega porcelana Nizozemski vzhodnoindijski družbi, vendar so hitro razširile svoje zmogljivosti. Od leta 1659 do 1740 so lahko peči Arita izvozile ogromne količine porcelana v Evropo in Azijo. Postopoma so si kitajske peči opomogle in razvile lastne sloge močno obarvanih emajliranih izdelkov, ki so se Evropejcem zdeli zelo privlačni, vključno s famille rose, famille verte in ostalimi iz te skupine. Od približno leta 1720 so tudi kitajske in evropske peči začele posnemati emajlirani slog Imari na spodnjem koncu trga in do okoli leta 1740 se je prvo obdobje japonskega izvoznega porcelana skoraj končalo. Peči Arita so dobavljale tudi gospodinjske pripomočke, kot je tako imenovana emajlirana posoda Ko-Kutani.
Porcelan so izvažali tudi na Kitajsko, večino tega pa so kitajski trgovci preprodali drugim evropskim podjetjem, ki jim ni bilo dovoljeno trgovati na sami Japonski. Domneva se, da je izbiro takšnih predmetov v glavnem narekoval kitajski okus, ki je dajal prednost Kakiemon kot "Imari" izdelkom, kar je povzročilo očitno razliko v zgodnjih evropskih zbirkah, ki jih je mogoče rekonstruirati med nizozemskimi in zbirkami drugih držav, kot je npr. Anglija, Francija in Nemčija. Ker je bilo Imari ladijsko pristanišče, se je nekaj porcelana za izvoz in domačo uporabo imenovalo Ko-Imari (stari Imari). Evropska navada je na splošno bila, da modre in bele izdelke imenujejo "Arita", modre, rdeče in zlate pa "Imari", čeprav so oboje pogosto izdelovali v istih pečeh okoli Arite. Leta 1759 je temno rdeč pigment emajla, znan kot bengara, postal industrijsko dostopen, kar je privedlo do rdečkaste oživitve oranžnega sloga Ko-Imari iz leta 1720.

Leta 1675 je lokalna družina Nabešima, ki je vladala Ariti, ustanovila osebno peč za izdelavo vrhunskega emajliranega porcelana za višje razrede na Japonskem, ki se imenuje keramika Nabešima (鍋島焼, Nabešima-jaki). Ta uporablja predvsem dekoracijo v tradicionalnih japonskih slogih, ki pogosto posnemajo tekstil, namesto kitajskih slogo v večini izdelkov Arita. Keramika Hirado je bila druga vrsta porcelana, ki je bila sprva rezervirana za predstavitev kot politična darila med elito, osredotočena na zelo fino poslikavo v modri barvi na nenavadno finem belem ohišju, za kar so najeli slikarje zvitkov. Ti dve vrsti sta predstavljali najboljši porcelan, proizveden po tem, ko je izvozna trgovina zastala v 1740-ih. Za razliko od izdelkov Nabešima je Hirado v 19. stoletju postal pomemben izvoznik.
V 17. stoletju so v Kjotu, takratni japonski cesarski prestolnici, peči izdelovale samo prozorno keramiko s svinčeno glazuro, ki je spominjala na keramiko južne Kitajske. Med njimi je lončar Nonomura Ninsei izumil neprozoren nadglazurni emajl in s pokroviteljstvom templja izboljšal številne dizajne v japonskem slogu. Njegov učenec Ogata Kenzan je izumil samosvoj slog umetnosti in obrti in ponesel Kjōjaki (kjotska keramika) v nove višine. Njihova dela so bila vzor za poznejši Kjōjaki. Čeprav je porcelanasta telesa v Kjōjaki predstavil Okuda Eisen, je glazirana keramika še vedno cvetela. Aoki Mokubei, Ninami Dōhači (oba učenca Okude Eisena) in Eiraku Hozen so razširili repertoar sloga.
V poznem 18. do zgodnjem 19. stoletju so belo porcelansko glino odkrili na drugih območjih Japonske in z njo trgovali doma, lončarjem pa je bilo dovoljeno svobodnejše gibanje. Lokalni gospodarji in trgovci so ustanovili številne nove peči (npr. peč Kamejama in peč Tobe) za gospodarski dobiček, stare peči, kot je Seto, pa so ponovno začele delovati kot peči za porcelan. Te številne peči se imenujejo »Nove peči« in so med običajnimi ljudmi popularizirale porcelan v slogu peči Arita.

### Obdobje Meidži
V obdobju odpiranja svetu v [[obdobje Meidži|obdobja Meidži]g je imela japonska umetnost in obrt novo občinstvo in vrsto vplivov. Tradicionalni pokrovitelji, kot je razred daimjo, so se odcepili in številni obrtniki so izgubili vir dohodka. Vlada se je aktivno zanimala za izvozni trg umetnin in promovirala japonsko umetnost na zaporedju svetovnih razstav, začenši s svetovno razstavo na Dunaju leta 1873. Cesarska hiša se je tudi aktivno zanimala za umetnost in obrt, imenovala umetnike cesarske hiše (帝室技芸員, Teišicu Gigei-in)  in naročala dela (»predstavitveni izdelki«) kot darila za tuje dostojanstvenike. Večina mednarodno promoviranih del je bila v dekorativni umetnosti, vključno s keramiko.
Keramika Sacuma je bilo prvotno ime za keramiko iz province Sacuma, ki je bila bogato okrašena z nadglazurnimi emajli in pozlato. Ti izdelki so bili na Zahodu zelo cenjeni. Ta slog, ki ga na Zahodu vidijo kot izrazito japonskega, je dejansko veliko dolžan uvoženim pigmentom in zahodnim vplivom in je bil ustvarjen z mislijo na izvoz. Delavnice v mnogih mestih so tekmovale, da bi izdelale ta slog, da bi zadovoljile povpraševanje iz Evrope in Amerike, pogosto hitro in poceni. Tako se izraz keramika Sacuma ni povezal s krajem izvora, temveč z izdelki nižje kakovosti, ustvarjenimi izključno za izvoz.  Kljub temu so obstajali umetniki, kot sta Jabu Meizan in Makuzu Kōzan, ki so ohranjali najvišje umetniške standarde, obenem pa uspešno izvažali. Ti umetniki so prejeli številne nagrade na mednarodnih razstavah. Meizan je uporabil bakrene plošče, da je ustvaril podrobne modele in jih večkrat prenesel na keramiko, včasih pa je posamezen predmet okrasil s tisočimi motivi.
Japonska industrija porcelana je bila na začetku obdobja Meidži dobro uveljavljena, vendar izdelki množične proizvodnje niso bili znani po svoji eleganci. V tem obdobju so tehnične in umetniške inovacije porcelan spremenile v eno mednarodno najuspešnejših japonskih oblik dekorativne umetnosti. Za to je v veliki meri zaslužen Makuzu Kōzan, znan po izdelkih Sacuma, ki je od 1880-ih dalje uvedel novo tehnično sofisticiranost pri dekoraciji porcelana, hkrati pa se je zavezal k ohranjanju tradicionalnih umetniških vrednot. V 1890-ih je razvil slog dekoracije, ki je kombiniral več barv pod glazuro na vsakem predmetu. Tehnična sofisticiranost njegovih podglazur se je v tem desetletju povečala, ko je nadaljeval z eksperimentiranjem. V desetletju od 1900 do 1910 je prišlo do bistvenih sprememb v obliki in okrasju njegovih del, kar je odražalo zahodne vplive. Njegovo delo je močno vplivalo na zahodno dojemanje japonskega oblikovanja.

### Obdobje Taišō
Japonska keramika je močno vplivala na britanskega ateljejskega lončarja Bernarda Leacha (1887–1979), ki velja za »očeta britanskega ateljejskega lončarstva«. Živel je na Japonskem od leta 1909 do 1920 v obdobju Taišō in postal vodilni zahodni interpret japonske keramike ter posledično vplival na številne umetnike v tujini.

### Obdobje Šōva
V zgodnjem obdobju Šōva se je razvilo gibanje ljudske umetnosti mingei (民芸), ki se je začelo v poznih 1920-ih in 1930-ih. Njegov ustanovitelj je bil Janagi Soecu (1889–1961). Rešil je skromne lonce, ki so jih uporabljali navadni prebivalci v obdobju Edo in Meidži, ki so izginjali v hitro urbanizirajoči se Japonski. Šōdži Hamada (1894–1978) je bil lončar, ki je bil glavna osebnost gibanja mingei (民芸, različno prevedeno kot "ljudska obrt", "ljudska umetnost" ali "popularna umetnost") in je mesto Mašiko ustanovil kot znano središče za izdelke Mašiko keramike. Druga vplivna lončarja v tem gibanju sta bila Kavai Kandžirō (1890–1966) in Tacuzō Šimaoka (1919–2007). Ta umetnika sta preučevala tradicionalne tehnike glaziranja, da bi ohranila domače izdelke, ki jim je grozilo izginotje.
Eden najbolj kritičnih trenutkov je bil med pacifiško vojno, ko so šla vsa sredstva za vojna prizadevanja, proizvodnja in razvoj pa sta bila močno ovirana, trgi pa so trpeli.

### Obdobje Heisei do danes
Pod okrilje Sektorja za varstvo kulturnih dobrin so prešle številne ustanove.
Peči v Tambi, ki gledajo na Kobe, so še naprej proizvajale vsakodnevne izdelke, ki so se uporabljali v obdobju Tokugava, hkrati pa dodajale sodobne oblike. Večino vaških izdelkov so anonimno izdelali lokalni lončarji za utilitarne namene. Lokalni slogi, domači ali uvoženi, so se brez sprememb običajno nadaljevali do sedanjosti. V Kjušuju so peči, ki so jih postavili korejski lončarji v 16. stoletju, na primer v Koišivari, Fukuoki in njenem odcepu keramika Onta, ohranile korejske kmečke izdelke iz 16. stoletja. Na Okinavi se je proizvodnja vaškega blaga nadaljevala pod vodstvom več vodilnih mojstrov, Kindžo Džiro pa je bil počaščen kot ningen kokuho (人間国宝, živi kulturni zakladi, uradno ohranjevalec pomembnih nematerialnih kulturnih dobrin).
Sodobni lončarji delujejo v krajih Šiga, Iga, Karacu, Hagi in Bizen. Jamamoto Masao (Toušuu) iz Bizena in Miva Kjusecu iz Hagija sta bila imenovana za ningen kokuho. Le pol ducata lončarjev je bilo do leta 1989 tako počaščenih, bodisi kot predstavniki slavnih pečarskih izdelkov bodisi kot ustvarjalci vrhunskih tehnik glaziranja ali dekoracije; dve skupini sta bili določeni za ohranjanje izdelkov uglednih starodavnih peči.
V stari prestolnici Kjoto je družina Raku nadaljevala s proizvodnjo čajnih skledic, nad katerimi je bil Hidejoši tako navdušen. V Minu so lončarji nadaljevali z rekonstrukcijo klasičnih formul čajnih izdelkov iz obdobja Momojama tipa Seto iz Mina, kot sta bakreno-zelena glazura Oribe in cenjena mlečna glazura Šino. Umetniški lončarji so na umetniških univerzah v Kjotu in Tokiu eksperimentirali, da bi poustvarili tradicionalni porcelan in njegove okraske pod takšnimi učitelji keramike, kot je Fudžimoto Jošimiči, ningen kokuho. Starodavne peči za porcelan okoli Arite na Kjušuju je še vedno vzdrževala rodbina Sakaida Kakiemon XIV. in Imaizumi Imaemon XIII., dednih izdelovalcev porcelana iz klana Nabešima; oba sta bila vodji skupin, imenovanih mukei bunkazai (無形文化財, živi narodni zaklad). 
Nasprotno pa do konca 1980-ih številni lončarski mojstri niso več delali v velikih ali starodavnih pečeh, ampak so izdelovali klasične izdelke v različnih delih Japonske. V Tokiu je opazen primer Cudži Seimei, ki je svojo glino prinesel iz Šige, vendar je bil lončar na območju Tokia. Številni umetniki so se ukvarjali z rekonstrukcijo kitajskih slogov okrasja ali glazur, zlasti modrozelenega celadona (izraz za keramiko, ki označuje izdelke, glazirane v žadasto zeleni barvi celadona) in vodnozelenega qingbai (青白 qīngbái - "zeleno-belo", prej "Č'ing-pai" itd.). Ena najbolj priljubljenih kitajskih glazur na Japonskem je čokoladno rjava tenmoku glazura, ki je pokrivala kmečke čajne sklede, ki so jih zenovski menihi prinesli nazaj iz Kitajske južne dinastije Song (v 12. in 13. stoletju). Za japonske uporabnike so ti čokoladno rjavi izdelki utelešali zenovsko estetiko vabi (rustikalna preprostost). V Združenih državah lahko opazen primer uporabe glazure tenmoku najdemo v inovativnih kristalnih lončkih, ki jih izdeluje na Japonskem rojen umetnik Hideaki Mijamura.

## Glina
Glina je izbrana predvsem na podlagi razpoložljivih lokalnih materialov. Na Japonskem je na pretek najosnovnejših vrst gline. Zaradi naravnih nahajališč kaolina je na Kjušuju veliko porcelanaste gline. Peči so tradicionalno gradili na mestih nahajališč gline in večina lončarjev še vedno uporablja lokalne gline, saj so razvili vrsto glazur in tehnik dekoracije, posebej primernih za to glino. Lončarske gline, ki jih najdemo na japonskem otočju, segajo od taljive lončene posode do ognjevzdržnih kaolinov. Od obdobja Džōmon do obdobja Jajoi so se japonski lončarji zanašali na visokoplastične skrilavce, ki vsebujejo železo in aluvialne gline. Organski materiali se pojavljajo v večini del zgodnjega obdobja Džōmon, vendar kasneje prevladujeta pesek ali drobljen kamen.
Do nadaljnjih izboljšav je prišlo pod kitajskim vplivom v 8. in 9. stoletju našega štetja, ko so ustvarjalci tribarvnih izdelkov Nara in izdelkov, glaziranih s pepelom Heian, iskali bele, ognjevzdržne gline in njihovo finost izboljšali z levigacijo. V Kjotu, kjer je zaradi povpraševanja praktično in donosno, glino komercialno zdrobijo, naredijo plastično in filtrirajo.
Glino najprej razdrobijo na majhne koščke, ki jih prelijejo z majhno količino vode, nato pa jo stepajo s kine, lesenim kladivom, dokler ne dosežejo želene plastičnosti in enotnosti teksture. Glina se nato da skozi postopek aramomi ali grobo gnetenje, po katerem je glina shranjena dva ali tri dni ali včasih do enega tedna. Preden je glina pripravljena za izdelavo, mora iti skozi postopek nedžimomi ("vijačni klin"), ki proizvede maso v obliki krogle, iz katere so bili odstranjeni vsi zračni mehurčki in v kateri je zrnata struktura urejena tako, da seva navzven iz središča mase.

### Metode izdelave
Najzgodnejši kosi so bili izdelani s stiskanjem gline v obliko. Ta metoda se je še naprej uporabljala po izumu kolesa, na primer pri izdelavi posode Rengecu. Metode svaljkov so se razvile v obdobju Džomon. Proizvodnja z gnetenjem in rezanjem plošč se je razvila pozneje, na primer za glinene figure haniva.

### Lončarsko vreteno
Prvo uporabo lončarskega vretena na Japonskem lahko vidimo v keramiki Sue. Medtem ko Sue izdeluje kombinirane tehnike kolesa in svaljkanja, svinčeno glazirana fajansa, izdelana pod kitajskim vplivom od 8. do 10. stoletja, vključuje oblike, izdelane v celoti na lončarskem vretenu.
Prvotno lončarsko vreteno Vzhoda je bilo okrogla blazinica iz tkane rogoznice, ki jo je lončar vrtel z roko in kolesom, na Japonskem pa je bilo znano kot rokuro. Toda s prihodom te-rokura ali ročnega kolesa je mehanika metanja omogočila bolj subtilno umetnost. Glava kolesa je bila velik, debel, okrogel kos lesa s plitvimi luknjami na zgornji površini okoli oboda diska. Lončar je kolo ohranjal v gibanju tako, da je v eno od lukenj vtaknil lesen ročaj in vrtel glavo kolesa na gredi do želene hitrosti.
Ročno kolo se vedno obrača v smeri urinega kazalca in teža velike glave kolesa povzroči, da se po zagonu dolgo časa hitro vrti. Kosi, izdelani na ročnem kolesu, imajo visoko stopnjo natančnosti in simetrije, saj med delom ni gibanja lončarjevega telesa, kot je to pri udarnem kolesu. V zgodnjih dneh izdelovanja porcelana na Japonskem so v območjih Kjota, Seta in Nagoje uporabljali samo ročno kolo; drugod, na območju Kutanija in v Ariti, so uporabljali nožno kolo. Japonsko nožno kolo ali ke-rokuro je bilo verjetno izumljeno na Kitajskem v zgodnji dinastiji Ming. Njegova zasnova je v mnogih pogledih podobna ročnemu kolesu ali pa ima na vrhu leseno konico in železno cev, kot poznejša kolesa. Nožno kolo se vedno obrača v nasprotni smeri urinega kazalca in neizogibno gibanje lončarjevega telesa, ko brca kolo med oblikovanje,, daje mnogim japonskim predmetom ležerno pomanjkanje simetrije, kar je všeč sodobnemu zahodnemu okusu.
Po obnovi Meidži leta 1868 je učenec dr. Wagener je odšel v Nemčijo, da bi se naučil zgraditi peč s padajočim tokom, in opazoval številna kolesa, ki jih poganjajo jermeni na jermenicah iz ene gredi. Po vrnitvi je vzpostavil podoben sistem na območju Seta, pri čemer je z enim človekom vrtel vztrajnik, ki je poganjal gred in sistem škripcev.Od tega začetka se je razvilo kolo za dva človeka.
Danes večina lončarjev v Kjotu uporablja električna kolesa, čeprav je veliko ateljejev, ki imajo še vedno ročno in udarno kolo. Vendar pa je zdaj težko najti obrtnike, ki bi jih lahko izdelali ali popravili.

### Postopek dela
Pri Koišibari, Onda in Tambi se velike sklede in kozarci najprej grobo zvili na kolo, nato pa jih oblikovali v tako imenovani »tehniki navijanja in metanja«. Predhodni koraki so enaki kot pri izdelavi tuljave, nato pa se grobo obliko namaže s tekočino in oblikuje med lončarjevimi rokami, ko se kolo vrti. Proces sega 360 let nazaj v korejsko tehniko, ki so jo na Japonsko prinesli po Hidejošijevi invaziji na Korejo.

### Pripomočki
Ta orodja za oblikovanje keramike so na splošno izdelana iz hitro rastočega bambusa ali lesa in imajo naraven občutek, ki je zelo privlačen. Medtem ko je večina japonskih različic poznanih orodij na Zahodu, so nekatera edinstveni japonski izumi.
- Gjūbera ali »kravji jeziki« so dolga bambusova rebra v obliki sani, ki se uporabljajo za stiskanje dna in oblikovanje stranic skled z ravnimi stranicami. So tradicionalno orodje iz Arite, Kjušu.
- Marugote so okrogla, plitva bambusova rebra v obliki lupine školjk, ki se uporabljajo za oblikovanje sten ukrivljenih skled. Uporabljajo se lahko tudi za stiskanje dna.
- Dango, podobno kot lesena rebra, so bambusova rebra v obliki listov, ki se uporabljajo za oblikovanje in glajenje površin loncev.
- Takebera so »noži« za obrezovanje in modeliranje bambusa, ki so na voljo v več različnih oblikah za rezljanje, čiščenje mokrih loncev, rezanje in ustvarjanje sgraffito učinkov.
- Tonbo, »kačji pastirji«, so funkcionalni ekvivalent zahodnih čeljusti z dodano funkcijo. Ta občutljiva bambusova orodja, obešena na takebero ali uravnotežena na robu lonca, se uporabljajo za merjenje premera in globine oblik.
- Jumi so harfe za obrezovanje iz žice in bambusa, ki delujejo tudi kot orodje za žleblenje. Uporabljajo se za rezanje neravnih ali raztrganih robov ter za fasetiranje usnjeno trdih oblik.
- Curunokubi, »žerjavovi vratovi«, so japonske lesene palice za obdelavo, ukrivljene v obliki črke S, ki se uporabljajo za oblikovanje notranjosti kosov z ozkim vratom, kot so steklenice in določene vaze.
- Kana so orodja za rezanje, rezljanje in zarezovanje iz železa, ki se uporabljajo za obrezovanje kosov, za rezljanje, sgraffito in za strganje odvečne glazure.
- Cučikaki je veliko orodje z zanko iz železa, ki se lahko uporablja za obrezovanje in rezljanje.
- Umakaki je obrezovalna harfa, ki se uporablja za poravnavo ravnih, širokih površin, kot je dno plitve posode ali krožnika.
- Kuši niso striktno orodje za obdelavo; ti glavniki se uporabljajo za zarezovanje najmanj dveh okrasnih vzporednih črt na površinah loncev. Največji glavniki imajo približno 20 zob.
- Take bon bon tudi ni orodje za obdelavo. Je visoko zmogljiva bambusova steklenica z nastavkom, iz katerega se lahko v enakomernem, nadzorovanem toku izlijeta tekočina in glazura, tako da lahko lončar z njo "riše".

## Muzeji in zbirke
Številni muzeji na Japonskem so v celoti posvečeni samo keramiki. Med najbolj znanimi so Aichi Prefectural Ceramic Museum blizu Nagoje, Arita Porcelain Park, Fukuoka Oriental Ceramics Museum, Kjušu Ceramic Museum, Noritake Garden, Museum of Oriental Ceramics, Osaka, Okayama Prefectural Bizen Ceramics Muzej in Muzej umetnosti Ōtsuka. Javni muzeji, kot so Narodni muzej Kjušu, Narodni muzej Kjoto, Narodni muzej Nara, Narodni muzej v Tokiu in Prefekturni muzej umetnosti Išikava, imajo pomembne zbirke keramike. Številni zasebni muzeji imajo tudi pomembne predmete, kot so Muzej umetnosti MOA, Spominski muzej Mitsui, Muzej umetnosti Seikadō Bunko, Muzej umetnosti Fujita in Spominski muzej umetnosti Kubosō, Izumi. Številni pomembni keramični predmeti so tudi v lasti in hranjenju v različnih templjih na Japonskem, kot so Rjūkō-in, Kohō-an in Šokoku-dži, vendar predmeti niso javno razstavljeni.
Večina muzejev keramike po vsem svetu ima zbirke japonske keramike, mnoge zelo obsežne. Japonska sodobna keramična dela so pogosto zelo iskana in draga. Poleg tradicionalnih umetniških slogov in studijske keramike so v sodobnih umetniških slogih izdelani za mednarodni trg.